# Heliopausa

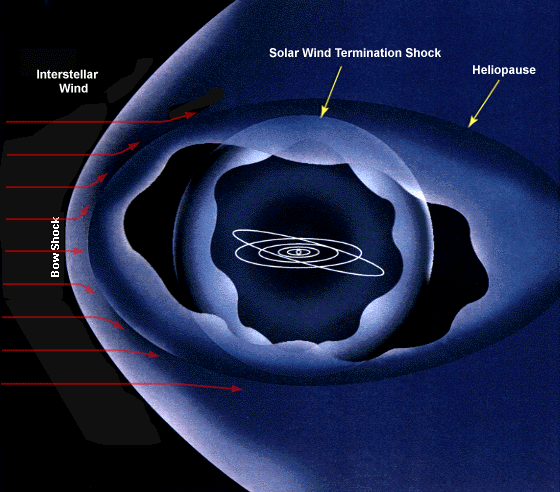
L'heliopausa és el límit entre l'heliosfera i la matèria interestel·lar que es troba a l'exterior del sistema solar. A mesura que el vent solar s'apropa a l'heliopausa, es desaccelera súbitament, i forma una ona de xoc que rep el nom de front de xoc de terminació

En astronomia, l'heliopausa és el punt en què el vent solar és desaccelerat sobtadament per la matèria interestel·lar.

## Estructura
El vent solar crea una "bombolla" coneguda com a heliosfera dins la matèria interestel·lar (la barreja d'hidrogen i heli que omple la galàxia). El límit exterior d'aquesta "bombolla" és el punt on la força del vent solar ja no és suficient per a empènyer la matèria interestel·lar. Aquesta frontera, coneguda com a heliopausa, és considerada sovint com el límit exterior del sistema solar.
A l'heliopausa, hi ha un punt anomenat front de xoc de terminació, en què les partícules del vent solar, que viatgen a velocitats supersòniques, són frenades per la matèria interestel·lar fins que es troben a velocitats subsòniques. La capa entre el front de xoc de terminació i l'heliopausa rep el nom d'heliofunda.
A l'exterior de l'heliopausa, la interacció entre la matèria interestel·lar i l'heliopausa crea el xoc en arc, una regió de turbulències que avança amb el Sol a través de la matèria interestel·lar.

### Hipòtesis
Segons una hipòtesi, entre el xoc en arc i l'heliopausa, hi ha una regió d'hidrogen calent, coneguda com a mur d'hidrogen. El mur es compon de material interestel·lar en interacció amb el límit de l'heliosfera.
Una altra hipòtesi suggereix que l'heliopausa podria ser més petita al costat del sistema solar que queda "al davant" en el desplaçament del Sol a través de la galàxia. També pot variar segons la velocitat actual del vent solar i la densitat local de la matèria interestel·lar. Se sap que es troba molt més enllà de l'òrbita de Plutó. La missió actual de les sondes espacials Voyager 1 i Voyager 2 és trobar i estudiar el front de xoc de terminació, l'heliofunda i l'heliopausa. El Voyager 1 ja ha arribat al front de xoc de terminació, i el Voyager 2 ho farà aviat, segons un anunci de la NASA fet el 24 de maig del 2006. Es creu que ambdues missions acabaran arribant a l'heliopausa. Mentrestant, l'Interstellar Boundary Explorer intentarà fotografiar l'heliopausa en els dos anys després del seu llançament, previst per al 2008.

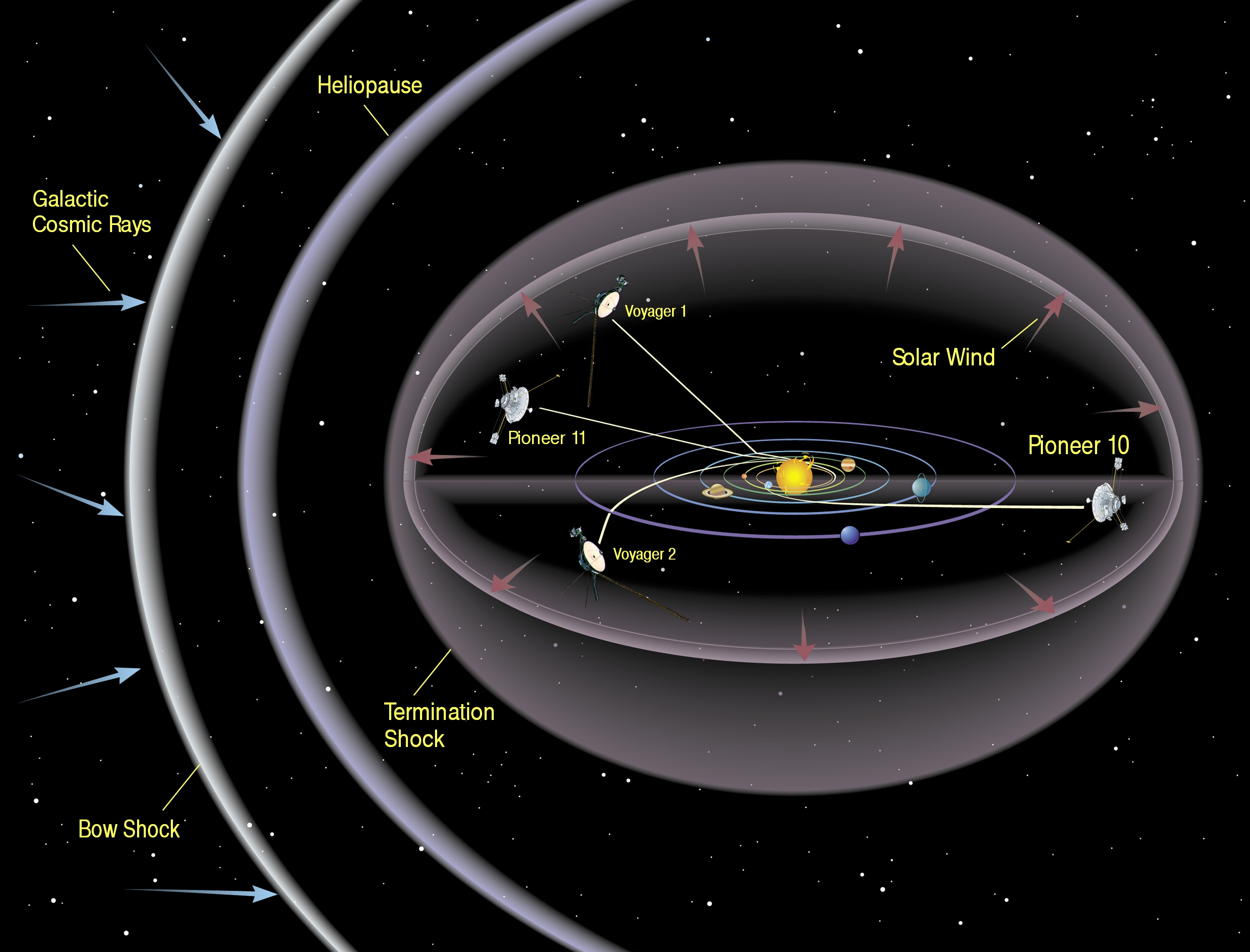
Els Voyager 1 i 2, i els Pioneer 10 i 11 s'acosten a l'heliofunda

Quan les partícules emeses pel Sol col·lideixen amb les partícules interestel·lars, es desacceleren i alliberen energia. Moltes partícules s'acumulen dins l'heliopausa i al seu voltant, carregades d'energia per la seva acceleració, i creen una ona de xoc.
Una definició alternativa és que l'heliopausa és la magnetopausa entre la magnetosfera del sistema solar i els corrents de plasma de la galàxia.